# قصعين أصفر الأوبار
قصعين أصفر الأوبار (الاسم العلمي:Salvia xanthotricha) هو نوع من النباتات يتبع جنس القصعين من الفصيلة الشفوية.